# Mozaika (pořad)
Mozaika je pořad stanice Český rozhlas Vltava, který se zaměřuje na kulturní publicistiku. Vysílá se od ledna 1996. Nabízí informace, rozhovory, reportáže, recenze a glosy, přehledy kulturních stran domácího tisku, aktuality ze zahraničního kulturního dění, hosty ve studiu a posluchačské soutěže.

## Vysílání
Mozaiku je možné naladit na velmi krátkých vlnách každý všední den ráno 6:00- 10:00, odpoledne pak 14:00 - 16:30, dále v digitální televizní síti (DVB-T, DVB-S, DVB-C) a v digitálním rádiu DAB+. Kdykoli je pak k poslechu z archivu Českého rozhlasu nebo na Facebooku.

## Redakce
- editoři: Antonín Pfeifer, Lucie Malušková,  Martina Kolajová, Jan Zítka, Tomáš Klement
- redaktoři: Veronika Štefanová, Alena Rokosová, Šárka Jančíková, Tomáš Pilát, Daniel Jäger, Karel Oujezdský, Šárka Švábová
- stálí spolupracovníci: Hana Ulmanová, Jana Klusáková, Helena Havlíková, Alice Aronová, Jana Soprová, Jaroslav Beránek, Martin Krafl, Zita Senková, Jan Nejedlý, Petr Nagy, Marcela Magdová, Vladimír Mikulka, Lucie Němečková, Marie Sýkorová, Jana Podskalská, Josef Bartoš, Adam Štěch, Pavla Melková, Lubomír Mareček, Pavla Bergmanová, Matěj Forejt, Jindřich Bálek, Hana Strejčková
- zpravodajství z regionů: Blanka Mazalová, Pavla Kuchtová, Jan Kopřiva, Gabriela Hauptvogelová, T. Kremr
- moderátoři
  - Naděžda Hávová
  - František Šedivý
  - Lenka Novotná
  - Daniela Čermáková
  - Michaela Ditrichová
  - Jana Kozubková
  - Kristýna Franková
  - David Hamr